# Д’Эльчи, Франческо
Франческо д’Эльчи (итал. Francesco D'Elci; 6 октября 1787, Сиена, Великое герцогство Тосканское — 4 апреля 1787, Рим, Папская область) — итальянский куриальный кардинал. Генеральный аудитор Апостольской Палаты с октября 1766 по 26 апреля 1773. Кардинал-дьякон с 26 апреля 1773, с титулярной диаконией Сант-Анджело-ин-Пескерия с 10 мая 1773.